# Karltjärnen, Dalarna
Karltjärnen är en sjö i Mora kommun i Dalarna och ingår i Dalälvens huvudavrinningsområde. Sjön har en area på 0,0849 kvadratkilometer och ligger 275,2 meter över havet. Sjön avvattnas av vattendraget Fännbäcken.

## Delavrinningsområde
Karltjärnen ingår i det delavrinningsområde (676048-139708) som SMHI kallar för Mynnar i Vanån. Medelhöjden är 279 meter över havet och ytan är 1,04 kvadratkilometer. Räknas de 4 avrinningsområdena uppströms in blir den ackumulerade arean 27,15 kvadratkilometer. Fännbäcken som avvattnar avrinningsområdet har biflödesordning 4, vilket innebär att vattnet flödar genom totalt 4 vattendrag innan det når havet efter 379 kilometer. Avrinningsområdet består mestadels av öppen mark (19 procent) och jordbruk (44 procent). Avrinningsområdet har 0,07 kvadratkilometer vattenytor vilket ger det en sjöprocent på 6,6 procent. Bebyggelsen i området täcker en yta av 0,24 kvadratkilometer eller 23 procent av avrinningsområdet.